# Lose Control (canción de Lay)
«Lose Control» (en hanja, 失控) es una canción del cantante chino Lay. Fue publicada el 28 de octubre de 2016 como el segundo sencillo principal de su EP debut del mismo nombre.

## Antecedentes y lanzamiento
Producida por Lay y Devine Channel, «Lose Control» es descrita como una canción de pop y R&B que tiene una distinta melodía de guitarra. Las letras cuentan una historia sobre un chico dando todo para una chica y, como resultado, pierde su autocontrol. La canción fue lanzada oficialmente junto con el EP del mismo nombre el 28 de octubre de 2016.

## Vídeo musical
El vídeo musical de la canción fue publicada el 27 de octubre de 2016. El vídeo presenta a Lay con bailarines realizando la coreografía de la canción, además de mostrar a Lay bailando solo en un corredor.

## Actuación en vivo
Lay interpretó «Lose Control» por primera vez en el programa musical surcoreano The Show, el 15 de noviembre de 2016.

## Recepción
«Lose Control» se mantuvo en el primer lugar en Billboard China V Chart durante seis semanas seguidas. La canción encabezó en Alibaba Top 100 Weekly Songs durante catorce semanas seguidas, también se clasificó en el número uno de YinYueTai’s TOP 100 Songs de 2016.

## Posicionamiento en listas
| Lista (2016)                       | Mejores posiciones |
| ---------------------------------- | ------------------ |
| Sencillos chinos (Billboard)       | 1                  |
| Sencillos surcoreanos (Gaon)       | —                  |
| US World Digital Songs (Billboard) | 18                 |

Notas
- «Lose Control» se posicionó en el puesto 57 de Gaon Digital International Chart.

## Ventas
| Región               | Ventas |
| -------------------- | ------ |
| Corea del Sur (Gaon) | 6691   |